# Alhagi nepalensis
Alhagi nepalensis är en ärtväxtart som först beskrevs av David Don, och fick sitt nu gällande namn av K.K. Shaparenko. Alhagi nepalensis ingår i släktet Alhagi och familjen ärtväxter. Inga underarter finns listade i Catalogue of Life.